# Amando Céspedes
Amando Céspedes Marín (San José, 1 de agosto de 1881 - Heredia, 17 de mayo de 1976) fue uno de los fotógrafos y radiodifusores más relevantes de las dos primeras décadas del siglo XX, considerado el pionero de la radiodifusión en Costa Rica. La Asamblea Legislativa lo declaró Benemérito de la Patria por Acuerdo N.º 2071 de 4 de agosto de 1981 y publicado en Gaceta N.º 163 de 26 de agosto de 1981.

## Biografía
Nació en San José, el 1 de agosto de 1881. Su familia se trasladó a Limón, donde el joven aprendió rápidamente el inglés de los extranjeros que arribaban al puerto. Aprovechando su conocimiento de la lengua anglosajona, raro en esos días, Amando Céspedes ganaba dinero en su tiempo libre enseñándole el inglés a los habitantes de la región, principalmente los trabajadores costarricenses, españoles y jamaiquinos que frecuentaban el puerto.
Inició su educación secundaria en el Liceo de Costa Rica. Sus ansias de superación lo llevaron a los Estados Unidos, donde pasó su juventud, graduándose en Illinois College, en la ciudad de Chicago, como Profesional en el Arte Fotográfico.

## Trayectoria laboral
A su regreso a Costa Rica, arribó Limón, trayendo un carrusel de vapor que instaló en el puerto, en donde pudo recaudar 3000 colones la primera noche. Se dedicó a la carrera de fotógrafo desde 1900 hasta 1926, en 1902 estableció un estudio de fotografía en San José.
Editó varias revistas. Incursiona en el campo cinematográfico, en el año de 1912, de ahí que los primeros noticieros cinematográficos de Costa Rica, fueron hechos por Amando Céspedes Marín. En 1920, se dedicó al estudio de las ciencias, motivo que lo llevó al campo de la radio, comienza a trabajar en pro de la cultura costarricense.
En la administración del Gobierno de don León Cortés Castro, período 1936 a 1940, el presidente le solicitó a don Amando, esbozara un plan para establecer el Departamento Nacional de Fotografía, para llevar a cabo la cedulación de identidad con la fotografía de cada persona a nivel nacional.
En 1971, el Dr. Manuel A. Cassartelli, Decano de la Universidad de Córdoba, propone el nombre del costarricense don Amando, para el Premio Nobel de la Paz. Recibió un apoyo de la gente, de ahí que recibió más de treinta y cinco mil cartas la Oficina del Secretario de Oslo. Hasta ese momento el costarricense era el único propuesto, pero los motivos políticos del controvertido mundo, le dieron el premio a Alemania.

## Radiodifusión
En el campo de la radiodifusión, en 1923 captó las primeras señales radiales recibidas en el país por medio de una antena elevada sobre un mástil de bambú; es legendaria la versión de que mantuvo comunicación con el expedicionario almirante Richard Evelyn Byrd, con el que estableció una cadena radial; el 24 de diciembre de 1927 llevó a cabo la primera transmisión radial de onda larga; en los primeros años de la década de 1920 mantuvo una comunicación fluida entre San José y San Pedro mediante un transmisor-receptor de 5 watts y tuvo una pequeña emisora que operaba con las siglas de NRH. En 1911 con Manuel Gómez Miralles, se convirtieron en los pioneros del cine en Costa Rica y realizaron la filmación de El congreso eucarístico.
Contratado por el Teatro Variedades, produjo los primeros noticieros nacionales, los Céspedes-Journal, que eran producciones semanales que incluían vistas de diferentes lugares del país. En 1912 adquirió un cinematógrafo de gas acetileno en Chicago y algunas películas para exhibición pública. Trabajó para el periódico Herald de Nueva York y en 1910 publicó el primer reportaje en su género realizado en el país, el libro The Cartago Earthquake, que incluía textos de León Fernández en versiones en inglés y español.

## Fallecimiento
Falleció en Heredia, el 17 de mayo de 1976 a los 94 años de edad. La radio de Costa Rica tiene una historia fascinante en la figura de su mentor Amando Céspedes Marín, que construyó la primera radioemisora del país, que a su vez fue la primera de América Latina en onda corta y una de las primeras cinco del mundo, surgidas del ingenio de este tico fotógrafo y cinematógrafo, Benemérito de la Patria en 1981, que además tuvo una vida fascinante y llena de aventuras.

## Iconografía y reconocimientos
La Casa del Benemérito de la Patria, se ubicaba en el centro de la provincia de Heredia, de la iglesia de El Carmen 100 Sur y 125 Oeste. En el exterior se colocó una placa conmemorativa por parte de la Municipalidad en honor al pionero de la radio costarricense. En el interior se encuentran varias fotografías de Céspedes junto con su familia, también un busto del rostro de él en la sala principal.

## Enlaces relacionados
- (en español)
- (en español)
- Liceo de Costa Rica.
- León Cortés Castro.
- Radio
- Radio.